# お歯黒

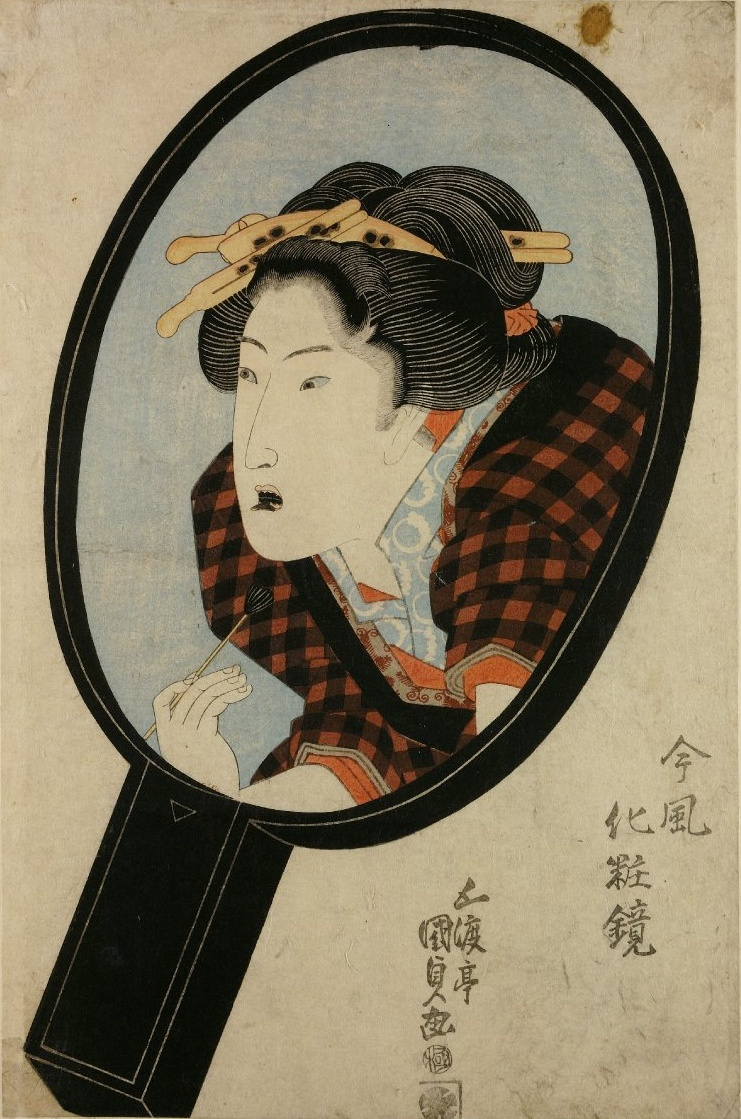
お歯黒の化粧をする女性
(『今風化粧鏡』、五渡亭国貞画)

お歯黒（おはぐろ）とは、歯を黒く染める化粧法のこと。日本をはじめ、世界各地の風習である。

## 日本

### 日本におけるお歯黒の概要
「お歯黒」という名称は、もとは貴族の用語である。「おはぐろ」の読みに鉄漿の字を当てることもある。御所では五倍子水（ふしみず）という。民間では鉄漿付け（かねつけ）、つけがね、歯黒め（はぐろめ）などとも。
日本では古代から存在したとされ、主に民間では明治時代末期まで、東北など一部地域では昭和初期まで、特に既婚女性の風習として見られた。この場合、お歯黒は引眉とセットになる場合が多い。中近世には男性貴族の習俗としても見られた（後述）。
きれいに施されたお歯黒には、歯を目立たなくし、（かつての人々の一般的な審美観からみて）顔つきを柔和に見せる効果がある。むらなく艶のある漆黒に塗り込めたものが美しいとされ、女性の化粧に欠かせないものであった。谷崎潤一郎は、日本の伝統美を西洋的な審美観と対置した上で、お歯黒をつけた女性には独特の妖艶な美しさが見いだされることを強調している。谷崎の小説『武州公秘話』には、討ち取った敵将の首にお歯黒を施すところを見学し言い知れぬ興奮を覚える少年武州公が描かれている。
歯科衛生が十分に進歩していなかった時代にあって、お歯黒は、歯並びや変色を隠すことができたほか、その染料が口腔内の悪臭・虫歯・歯周病に予防効果を持ち（原料は後述）、口腔の美容と健康の維持のため欠かせないたしなみであった。
お歯黒を見慣れない人々にとって、黒い歯は奇異で醜悪なものと映り、単に遅れた奇習と見なされたり、美容・衛生以上の特別な目的があるものと曲解される場合も少なくない。幕末に日本を訪れた多くの欧米人が、お歯黒は女性を醜悪化する世界に稀にみる悪慣習と評している。ラザフォード・オールコックは「お歯黒は故意に女性を醜くすることで女性の貞節を守る役割がある」と推測している。歴史社会学者の渡辺京二は著書『逝きし世の面影』の中でオールコック説を否定し、「お歯黒はマサイ族に見られるような年齢階梯制の表現である」と考察している。つまり自由を満喫し逸脱行為すら許容されていた少女が、お歯黒と眉を抜くという儀式によって、妻の仕事、母の仕事に献身することを外の世界に見える形で証明するためのものとしている。
現代の日本では、審美観の変化から、大多数の人がお歯黒を美しいものととらえることがなくなり、一部の伝統演劇や花柳界を除くと、お歯黒は醜悪さや滑稽さを演出する道具として用いられることが多く、美容目的としての意味づけはほぼ完全に失われている。

### 日本のお歯黒の歴史
起源はわかっていないが、初期には草木や果実で染める習慣があり、のちに鉄を使う方法が鉄器文化とともに大陸から伝わったようである。
- 古墳に埋葬されていた人骨や埴輪にはお歯黒の跡が見られる。
- 『山海経』に黒歯国（『三国志』魏志倭人伝では倭国東南方）があると記述がある。
- 天平勝宝5年（753年）に鑑真が持参した製法が東大寺の正倉院に現存する。

鑑真が中国から伝えた製造法は古来のものより優れていたため徐々に一般に広まっていったが、その製造法は当初は仏教寺院の管理下にあった。このあたりが一般に日本のお歯黒が仏教に由来する習俗と言われる所以かもしれない。
お歯黒に関する言及は『源氏物語』、『堤中納言物語』にもある。平安時代の末期には、第二次性徴に達し元服・裳着を迎えるにあたって女性のみならず男性貴族、平氏などの武士、大規模寺院における稚児も行った。特に皇族や上級貴族は袴着を済ませた少年少女も化粧やお歯黒、引眉を行うようになり、皇室では幕末まで続いた。
室町時代には一般の大人にも浸透したが、戦国時代に入ると結婚に備えて8〜10歳前後の戦国武将の息女へ成年の印として鉄漿付けを行ない、このとき鉄漿付けする後見の親族の夫人を鉄漿親（かねおや）といった。また、一部の戦国武将（主に小田原北条家をはじめ他）は戦場に赴くにあたり首を打たれても見苦しくないように、ということから女性並みの化粧をし、お歯黒まで付けたという。これらの顔が能面の女面、少年面、青年面に写された。戦国時代までは戦で討ち取った首におしろいやお歯黒などの死化粧を施す習慣があり、首化粧、首装束と呼ばれた。これは戦死者を称える行為であったが、身分の高い武士は化粧を施し身なりを整えて出陣したことから、鉄漿首（お歯黒のある首）は上級武士を討ち取ったことを示す証ともなったため、功を高める（禄を多く受ける）目的で白い歯の首にもお歯黒を施すこともあった。

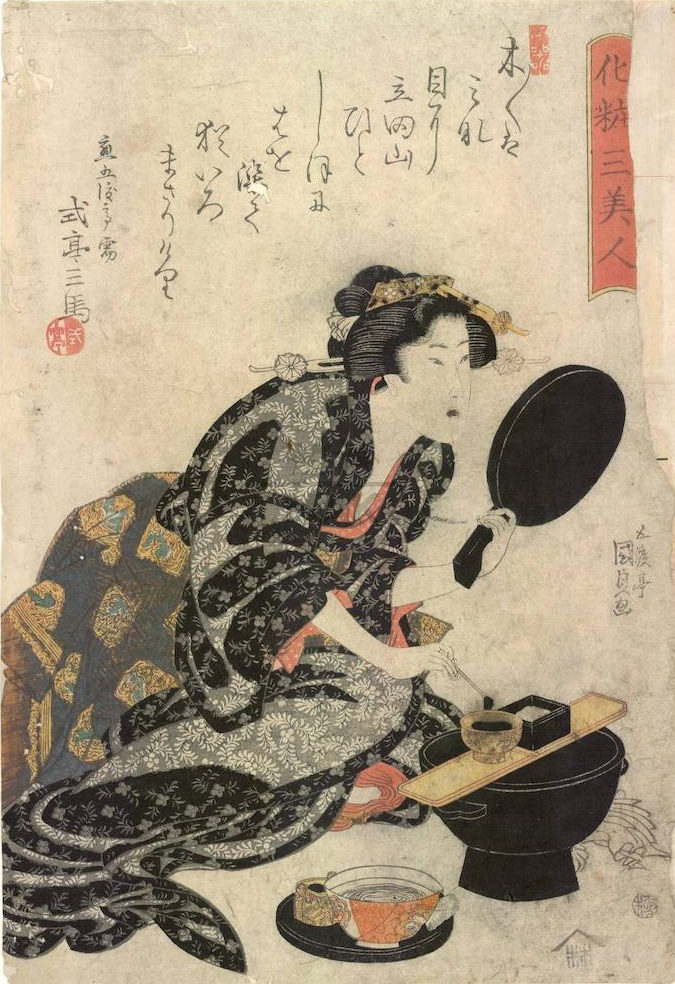
「化粧三美人」 手鏡を見ながらおはぐろをつける女性を描く。歌川国貞画。画面上部には「木々をみな 目に立田山 ひとしほに はを染て猶 いろまさりけり」と式亭三馬の狂歌を添えている。

江戸時代以降は皇族・貴族以外の男性の間ではほとんど廃絶、また、悪臭や手間、そして老けた感じになることが若い女性から敬遠されたこともあって既婚女性、未婚でも18〜20歳以上の女性、および、遊女、芸妓の化粧として定着した。農家においては祭り、結婚式、葬式、等特別な場合のみお歯黒を付けた（童話ごんぎつねにもその描写がある）。
1870年3月5日（明治3年2月5日）、政府から皇族・貴族に対してお歯黒禁止令が出され、それに伴い民間でも徐々に廃れ（明治以降農村では一時的に普及したが）、大正時代にはほぼ完全に消えた。
以上をまとめると、お歯黒を用いた日本の社会階層は以下の通りである。
- 平安時代
  - 皇族・平安貴族（元服・裳着後袴着後の少年少女もする場合あり、男女、未既婚を問わず）
  - 武家平氏（源氏は付けない場合が多かった）
  - 大規模寺院における稚児
- 戦国時代
  - 婚姻した、また婚約した幼い姫君
  - 一部の戦国武将（以上は何れも眉を剃り、殿上眉を描く）
- 江戸時代
  - 皇族・貴族
  - 都市部の既婚女性全般（引眉する、ただし武家では出産後に引眉する）
  - 18〜20歳以上の未婚女性（引眉する場合としない場合有り）
  - 遊女（江戸、上方、共、一人前、引眉しない）
  - 芸妓（上方のみ、一人前、引眉しない／江戸は付けない）

#### 現代日本におけるお歯黒
現代日本においては日常のファッションとしてはすたれ、多くは祭儀、花街の風習、演劇、時代劇映画等の映像作品など、生活空間を離れたものとして用いられている。
- 祭り
  - 斎王代（葵祭、京都市）（年によってはお歯黒を付けない場合もある）
  - 曳山歌舞伎（長浜曳山祭、長浜市）
  - 曳山歌舞伎（米原まつり、米原市）
- 花柳界
  - 太夫（嶋原、京都市）
  - 芸妓、舞妓（京都市、舞妓は芸妓になる1〜4週間前）
- 演劇
  - 歌舞伎（既婚女性、平安貴族、遊女、芸者役）
    - 歌舞伎舞踊
      - 年増（常磐津）
      - 文売り（清元）

### 染料
鉄漿を「かね」と読むと、染めるのに使う液を表す。

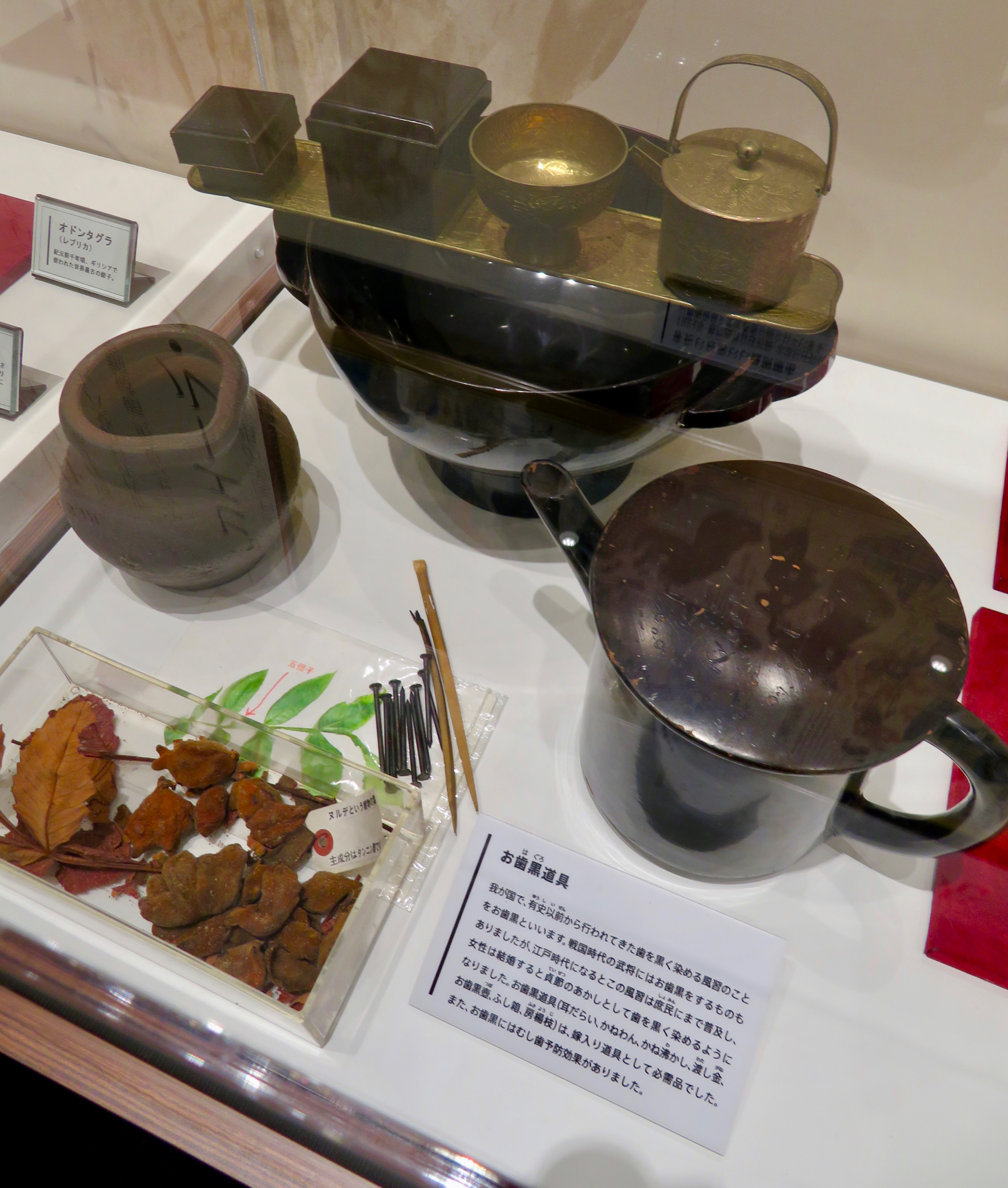
お歯黒道具一式（耳だらい、かねわん、かね沸かし、渡し金、お歯黒壺、ふし箱、房楊枝）

主成分は鉄漿水（かねみず）と呼ばれる酢酸に鉄を溶かした茶褐色・悪臭の溶液で、これを楊枝で歯に塗った後、五倍子粉（ふしこ）と呼ばれる、タンニンを多く含む粉を上塗りする。これを交互に繰り返すと鉄漿水の酢酸第一鉄がタンニン酸と結合し、非水溶性になると共に黒変する。歯を被膜で覆うことによる虫歯予防や、成分がエナメル質に浸透することにより浸食に強くなる、などの実用的効果もあったとされる。毎日から数日に一度、染め直す必要があった。鉄屑と酢で作れる鉄漿水に対し、ヌルデの樹液を要する五倍子粉は家庭での自作が難しく、商品として莫大な量が流通した。江戸時代のお歯黒を使用する女性人口を3500万人とし、一度に用いる五倍子粉の量を1匁（3.75g）として、染め直しを毎日行っていたと仮定した場合、1日の五倍子粉の消費量は20トン弱になったと考えられている。
なお五倍子粉は利用が幅広く、お歯黒の他、黒豆の着色や革の鞣しにも用いた。現在も着色料として利用されている。
ポーラ文化研究所が「和漢三才図会」を参考に再現実験を行った際には、酒、酢、米糠を混ぜた水に古釘などを入れて半年ほど寝かせた「お歯黒水」を作り、五倍子粉を加えて完成させた。
また簡便にした処方として、鑑真和尚が香登の僧侶たちに伝えたとされる粉末のお歯黒があり、五倍子粉、緑バン、カキ殻を合わせた粉末から作られた。拒絶反応が少なく安全であるなど利点が多かったが、家庭で作れる鉄漿水に比べて高価であるという難点があった。
演劇用には松脂に墨を混ぜたものが使われた。現代ではトゥースワックス（蝋に墨を混ぜたもの）が多いが、本式の鉄漿も絶滅はしておらず、歴史研究家や歯科技師から成る民間団体「香登お歯黒研究会」によって、鑑真の製法に近いお歯黒「ぬれツバメ」が製造販売されている。

### お歯黒にまつわる迷信・都市伝説
- 柳田国男によると、佐渡では衾（ふすま）という妖怪は刀や弓では傷つけられないが一度でもお歯黒をした歯なら噛み切れるという伝承があり、男性でもお歯黒をしていたという。
- 明治時代に一部地域で「電線に処女の生き血を塗る」という噂が広まったことから（実際はコールタールを塗布する絶縁作業を見たことからの勘違い）、その地域の妙齢の女性の多くが生き血を取られないようにお歯黒・引眉・地味な着物・等の既婚女性と同様の容姿となった。
- 江戸時代後期の画家竹原春泉作の『絵本百物語（別名『桃山人夜話』）』にお歯黒べったりというお歯黒をした妖怪が描かれている。

## 日本以外の国

### アジア

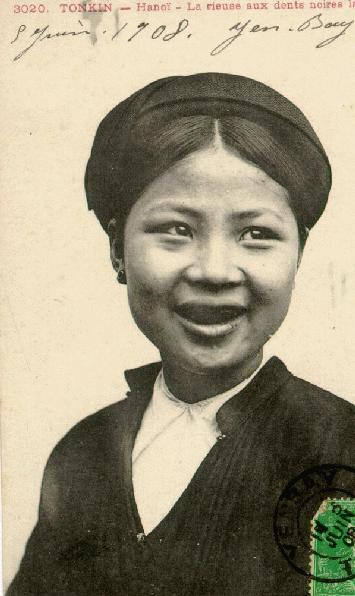
トンキンの女性（20世紀初頭）

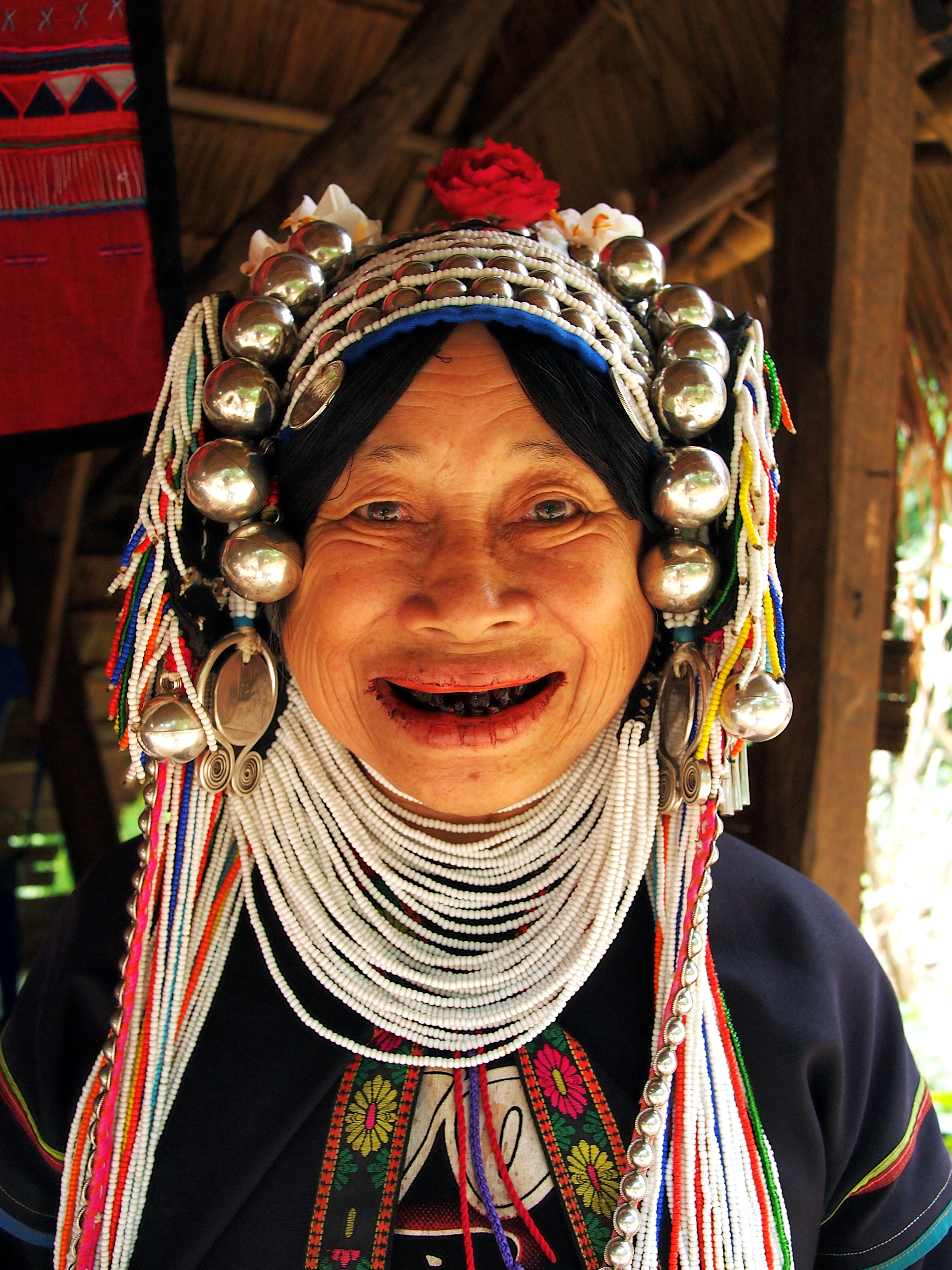
タイのアカ族の女性

中国および東南アジアの以下の少数民族地域において、現代でも、本式のお歯黒が見られる。主に年配の女性に限られ、既婚でも若い女性がお歯黒をする例は稀である。この地域向けにお歯黒の義歯が作られる。照葉樹林文化論も参照。
- 中国雲南省
  - ミャオ族
  - ラフ族
  - ヤオ族
- ベトナム（ハノイ、および中国に接する地域）
  - ザオテン族
  - ルー族
  - 黒ザオ族
  - ヌン族
- ラオス - 現代では付けない場合が多い
  - ハニ族
  - カトゥ族
  - プーノイ族
- タイ - キンマとビンロウを噛む習慣で副次的に歯が汚れることと関連がある
  - アカ族
  - リス族

### ヨーロッパ
ヨーロッパ各地では、主に富（飽食）を意味する表象として、歯を黒く塗る習慣が一時的に発生したが、いずれも廃れた。
- 16世紀のイタリアでは、硫化アンチモンで歯を黒くする習慣があったとされる[10]。
- 17世紀から19世紀にかけ、ロシアの貴族・商人社会の女性のあいだで、歯をすすで黒く塗る風習が流行した。当時の美容法（水銀を使って一時的に歯を白くする施術があったが、エナメル質が破壊されて歯はかえって黒ずんだ[11]。また、当時のおしろいに含まれた鉛白も歯に悪影響を与えた[12]）の影響で状態が悪くなった歯を隠すために行われた。